# Carl Looft
Carl August Looft (født 9. februar 1863 i Vestre Bærum, død 10. april 1943 i Bergen) var en norsk læge.
Looft tog medicinsk eksamen 1889 og blev 1890—93 underlæge ved Lungegaardshospitalet i Bergen og læge ved Skt Jørgens Hospital. Fra 1894 blev han bestyrer af Rosenbergs private sindssygeasyl og fra 1905 ved Ekelund åndssvageskole.
På studierejser i udlandet uddannede han sig som børnelæge, og han har været medstifter af
Bergens spædbarnshjem. Looft skrev blandt andet Kliniske og ætiologiske Studier over psykiske Udviklingsmangler hos Børn (disputation 1897).
Sammen med Armauer Hansen udgav han Lepra (1897), men han er desuden forfatter til en mængde neurologiske og pædiatriske specialafhandlinger. 
Lepra påviste først af alle leprabacillen i den glatte spedalskhed, hvorefter sygdommens to former havde fælles oprindelse (1891), og som den første i Norge påviste han bakterier i hjernerygmarvsvædsken hos børn med akut poliomyelit. 